# Plumsjoch
Le Plumsjoch est une montagne qui s’élève à 1 921 m d’altitude dans les Karwendel, en Autriche.